# Trick Williams
Matrick Mondre Belton (Columbia, Carolina del Sur, 26 de mayo de 1994) es un luchador profesional estadounidense. Actualmente trabaja para la empresa WWE, donde se presenta en la marca NXT bajo el nombre de Trick Williams. Actualmente es el portador del TNA World Championship, en su primer reinado. También ha sido una vez Campeón de Norteamericano de NXT y ganador del Men's Iron Survivor Challenge de 2023.

## Fútbol
Jugó fútbol universitario para los Hampton Pirates en 2013 antes de transferirse para jugar con los South Carolina Gamecocks de 2014 a 2016. Atrapó 11 pases para 121 yardas durante su carrera universitaria, todos ellos en 2015. Fue seleccionado en 2017 y pasó un tiempo como entrenador asistente y estudiante-profesor interno en Airport High School en West Columbia, Carolina del Sur en el otoño de 2017. Luego jugó en The Spring League en 2018 y asistió al minicampamento de novatos de Philadelphia Eagles a modo de prueba en mayo de 2018.

## Carrera

### WWE (2021-presente)
El 24 de febrero de 2021 firmó un contrato de desarrollo con WWE y fue asignado al WWE Performance Center y posteriormente a la marca NXT. Más tarde ese mismo año, hizo su primera aparición en el episodio del 14 de septiembre de NXT' bajo el nombre artístico Trick Williams como aliado de Carmelo Hayes donde él y Hayes atacaron a Duke Hudson antes de su combate, estableciéndose como heel y formando la banda de Trick Melo. Debutó en los cuadriláteros en el episodio del 5 de octubre de NXT, formando equipo con Hayes en un combate de eliminación fatal a cuatro bandas por los Campeonatos en Parejas de NXT, que ganaron MSK (Nash Carter y Wes Lee). Durante los dos años siguientes, acompañó a Hayes durante sus combates. En The Great American Bash el 5 de julio de 2022, derrotó a Wes Lee, pero perdió contra él en un combate de rondas en el episodio del 9 de agosto de NXT.
Williams y Hayes se volvieron face en el episodio del 4 de abril de 2023 de NXT después de que Bron Breakker se volviera heel atacándoles. En el episodio del 1 de agosto de NXT, le dijo a Hayes que tenían que separarse para que él pudiera alcanzar sus propios logros, rompiendo amistosamente la banda Trick Melo. En NXT Heatwave el 22 de agosto perdió contra Ilja Dragunov. En el episodio del 26 de septiembre de NXT, se convirtió en el aspirante número uno al Campeonato Norteamericano de NXT al derrotar a Axiom, Dragon Lee y Tyler Bate en un combate fatal de cuatro esquinas. Cuatro días más tarde en NXT No Mercy, derrotó a Dominik Mysterio para ganar el título. Dos días después, debutó en Raw como nuevo Campeón de Norteamericano de NXT. Sin embargo, en el episodio del 3 de octubre de NXT, perdió el título de nuevo ante Mysterio después de la interferencia de The Judgment Day, poniendo fin a su reinado en tres días y marcándolo como el reinado más corto en la historia del título. Hizo su debut en Main Event' en la grabación del 16 de octubre dónde fue vencido por Chad Gable.
En el episodio del 17 de octubre de NXT fue incluido en el combate de triple amenaza entre Hayes, Dijak y Baron Corbin para convertirlo en un combate fatal de cuatro esquinas por una oportunidad por el Campeonato de NXT contra Ilja Dragunov en NXT: Halloween Havoc. Este anuncio provocó un distanciamiento entre Williams y Hayes. Antes de que comenzara el combate, fue atacado entre bastidores y tuvo que ser trasladado a un hospital. Hayes pasó a derrotar a Dijak y Corbin por la oportunidad del título. En NXT: Halloween Havoc Night 2, regresó durante el combate por el Campeonato de NXT y le costó el título a Hayes. Después se quedó mirando a Hayes tras el combate. En el episodio del 14 de noviembre de NXT, derrotó a Joe Coffey para clasificarse para el Iron Survivor Challenge en NXT Deadline. En NXT Deadline el 9 de diciembre, ganó el Iron Survivor Challenge masculino para ganar un combate por el Campeonato de NXT contra Dragunov en NXT: New Year's Evil. En NXT: New Year's Evil el 2 de enero de 2024 se anunció que Dragunov no tenía el alta médica para luchar. En su lugar fue puesto en un combate para enfrentarse a Grayson Waller con su combate por el título Iron Survivor Challenge en juego por Hayes. Logró a derrotar a Waller después de la interferencia de Kevin Owens. En el episodio del 16 de enero de NXT, Dragunov regresó de su lesión e informó de que su combate por el título tendría lugar en NXT Vengeance Day. Al mismo tiempo, Williams y Hayes derrotaron a Edris Enofé y Malik Blade en la primera ronda del Dusty Rhodes Tag Team Classic. Debutó en SmackDown el 26 de enero, donde salió corriendo para salvar a Hayes de una paliza de A-Town Down Under (Waller y Austin Theory). Le dijo a Hayes que sólo lo hacía por el combate de semifinales del Dusty Rhodes Tag Team Classic que se celebraría dentro de unos días. En el episodio del 30 de enero de NXT, Williams y Hayes derrotaron a Latino World Order de Joaquin Wilde y Cruz Del Toro para avanzar a la final del Dusty Rhodes Tag Team Classic. En NXT Vengeance Day el 4 de febrero, Williams y Hayes no pudieron ganar el Dusty Rhodes Tag Team Classic, que fue ganado por Baron Corbin y Bron Breakker. Más tarde esa noche, no pudo ganar el Campeonato de NXT de Dragunov. Después del combate, Hayes atacó a Williams con una silla de acero, poniendo fin a su asociación.

## Campeonatos y logros
- WWE
  - NXT Championship (2 veces)
  - NXT North American Championship (1 vez)[28]
  - Men's Iron Survivor Challenge (2023)
- Total Nonstop Action Wrestling
  - TNA World Championship (1 vez, actual)
- Pro Wrestling Illustrated
  - Clasificado en el puesto n.º 213 en los PWI 500 de 2023[29]
  - Clasificado en el puesto n.º 28 en los PWI 500 de 2024[30]